# Фирсбах
Фи́рсбах (нем. Fiersbach) — община в Германии, в земле Рейнланд-Пфальц. 
Входит в состав района Альтенкирхен-Вестервальд. Подчиняется управлению Альтенкирхен.  Население составляет 286 человек (на 31 декабря 2010 года). Занимает площадь 3,04 км².